# Aleksandr Tałyzin
Aleksandr Fiedorowicz Tałyzin, ros. Александр Фёдорович Талызин (ur. 1749, zm. 1787) – tajny radca Imperium Rosyjskiego, senator, odznaczony Orderem Orła Białego.